# 胖猫坐在垫子上
《胖猫坐在垫子上》（英語：The Fat Cat Sat on the Mat）是一本于1996年出版的儿童故事书，作者是Nurit Karlin。由Harper Collins出版，这本书被用作为 “阅读准备计划”。本书强调了阅读特定结构时的认知的单词的能力，“像猫一样”。该书的故事情节是一只愤怒的老鼠试图让一只大肥猫离开垫子，一直到最后，那只大肥猫都没有离开过垫子。